# 鼻 (オペラ)
『鼻』（はな、露：Нос）作品15は、ドミートリイ・ショスタコーヴィチが作曲した最初のオペラである。ニコライ・ゴーゴリの同名の短編小説を基にしており、3幕10場とエピローグからなる。
後にショスタコーヴィチの手によって組曲版（Op.15a）も作成されている。

## データ
- 作曲：1927年から1928年夏
- 初演：1930年1月18日
- 演奏時間：約1時間40分（第1幕25分、第2幕25分、第3幕50分）

## 概要

### 背景と上演まで
オペラ『鼻』を作曲する以前、ショスタコーヴィチは音楽院時代にプーシキンの原作による未完の習作オペラ『ジプシー』を作曲したが、後年自らの手で破棄したという。
ショスタコーヴィチはゴーゴリを偏愛しており、『賭博師』の全テクストをそのまま生かしたオペラを作ろうとしたこともあったという。しかし、このオペラ『賭博師』は諸々の事情によって未完のままに終わってしまった（後に『ヴィオラ・ソナタ』の第2楽章に引用されている）。
オペラ『鼻』を手がけていた20歳前半のショスタコーヴィチは、交響曲第1番で大成功を収めた後、前奏曲とスケルツォ（作品11）、ピアノ・ソナタ第1番、『格言集』作品13、交響曲第2番『十月革命に捧ぐ』といった極めて「前衛的」な作風に手を染めていた。『鼻』はこうした作風の集大成であり、1927年から1928年にかけて作曲、1930年1月レニングラードのマールイ・オペラ劇場でサモスード指揮で初演され6月までのロングランと追加公演をえるなど好評であった。

### 批判から再評価へ
だが、あまりにも前衛的な作風は保守的な階層からの非難を浴び、政府と連携してソビエトの音楽界に隠然たる力を有していた「ロシア・プロレタリア音楽家協会」（RAPM)の度重なる圧力により上演できなくなる。さらにその後1936年、作曲者のオペラ第2弾『ムツェンスク郡のマクベス夫人』、バレエ『明るい小川』などが、ヨシフ・スターリンによって形式主義として糾弾されるとまったく顧みられなくなった。
だが、スターリン死後の「雪解け」で見直しが図られ、まず1957年、ドイツのデュッセルドルフにて蘇演後、再評価が高まり、1973年の東独での上演にはショスタコーヴィチ自身が駆けつける事件がおこっている。ソ連国内でも『鼻』の復活上演が検討され、ついに1974年、国立演劇芸術大学の学生たちに演出家のポクロフスキー、指揮者のロジェストヴェンスキーらの協力で、当局の上演許可を勝ち取った。
同年10月30日、モスクワのシアター・オペラにて上演された。存命中の上演に半信半疑であった作曲者であったが、決定となると、嬉々として連日リハーサルに通いさまざまなアドバイスをおこなった。現在ではモスクワ・シアター・オペラの重要演目である。

## 作曲の過程
オペラの着想は交響曲第2番を作曲していた頃（1927年）までに遡る。この当時ショスタコーヴィチはフセヴォロド・メイエルホリドと知り合い、彼が創設した劇場の音楽監督として働いていた。この頃に友人に宛てた手紙の中で、ショスタコーヴィチはオペラの作曲をするつもりである旨を書いており、台本も自分が担当することも書かれている。しかし先述の通り交響曲第2番の作曲を優先していたため、オペラの方は専念できなかったが、少なくともこの時点で序曲といくつかのナンバーを既に作曲していたようである。
また劇場で働いていた時期に、メイエルホリドが演出を担当したゴーゴリの『検察官』を見たショスタコーヴィチは、この演出に大きな影響を受けて作曲に至ったといわれている。
1930年初演の直前。ショスタコーヴィチはこのオペラの全曲初演を待ちきれなかったため、全7曲からなる組曲『鼻』作品15aを編曲し、1928年11月25日にマルコの指揮で初演を行っている。
台本は作曲者を含む4人の共同作業となっているが、ゴーゴリの原作を尊重したその大部分は、ショスタコーヴィチ自らの手によるものであった。

## 台本
原作はゴーゴリの同名小説による。これを基にショスタコーヴィチを含むG.イオーニン、A.プライス、J.ザミャーチンとの5人の共作による。ロシア語。

## 登場人物
| 人物名                 | 声域         | 役                 |
| ---------------------- | ------------ | ------------------ |
| プラトン・コワリョフ   | バリトン     | 八等官             |
| イワン・ヤコヴレヴィチ | バス         | 床屋の主人         |
| プラスコヴィア         | ソプラノ     | ヤコヴレヴィチの妻 |
| 警察分署長             | テノール     |                    |
| イワン                 | テノール     | コワリョフ従僕     |
| 鼻                     | テノール     |                    |
| ポットチナ夫人         | メゾソプラノ | 将校の妻           |
| ポットチナ夫人の娘     | ソプラノ     |                    |
| 老貴婦人               | アルト       |                    |
| 新聞社の広告係         | バス         |                    |
| 医者                   | バス         |                    |
| ヤルイシキン           | テノール     |                    |
| パンを売る娘           | ソプラノ     |                    |

その他:66人の人物（うち58人を16人の歌手が担当）、7人の語り手、パントマイム、混声合唱

## 楽器編成
- 木管楽器:フルート（ピッコロとアルトフルート持ち替え）、オーボエ（コーラングレ持ち替え）、クラリネット（バス・クラリネット持ち替え）、ファゴット（コントラファゴット持ち替え）
- 金管楽器:ホルン、トランペット（コルネット持ち替え）、バス・トロンボーン
- 打楽器:大太鼓、小太鼓、タンブリン、シンバル（3組）、タムタム、トライアングル、カスタネット、トムトム、シロフォン、グロッケンシュピール
- 弦楽器:弦五部（第1ヴァイオリン12-16、第2ヴァイオリン12-16、ヴィオラ8-12、チェロ8-12、コントラバス8-12）
- その他:フレクサトーン、ラチェット、ピアノ、ハープ2、ドムラ、バラライカ

The Nose Live in HD, 2013
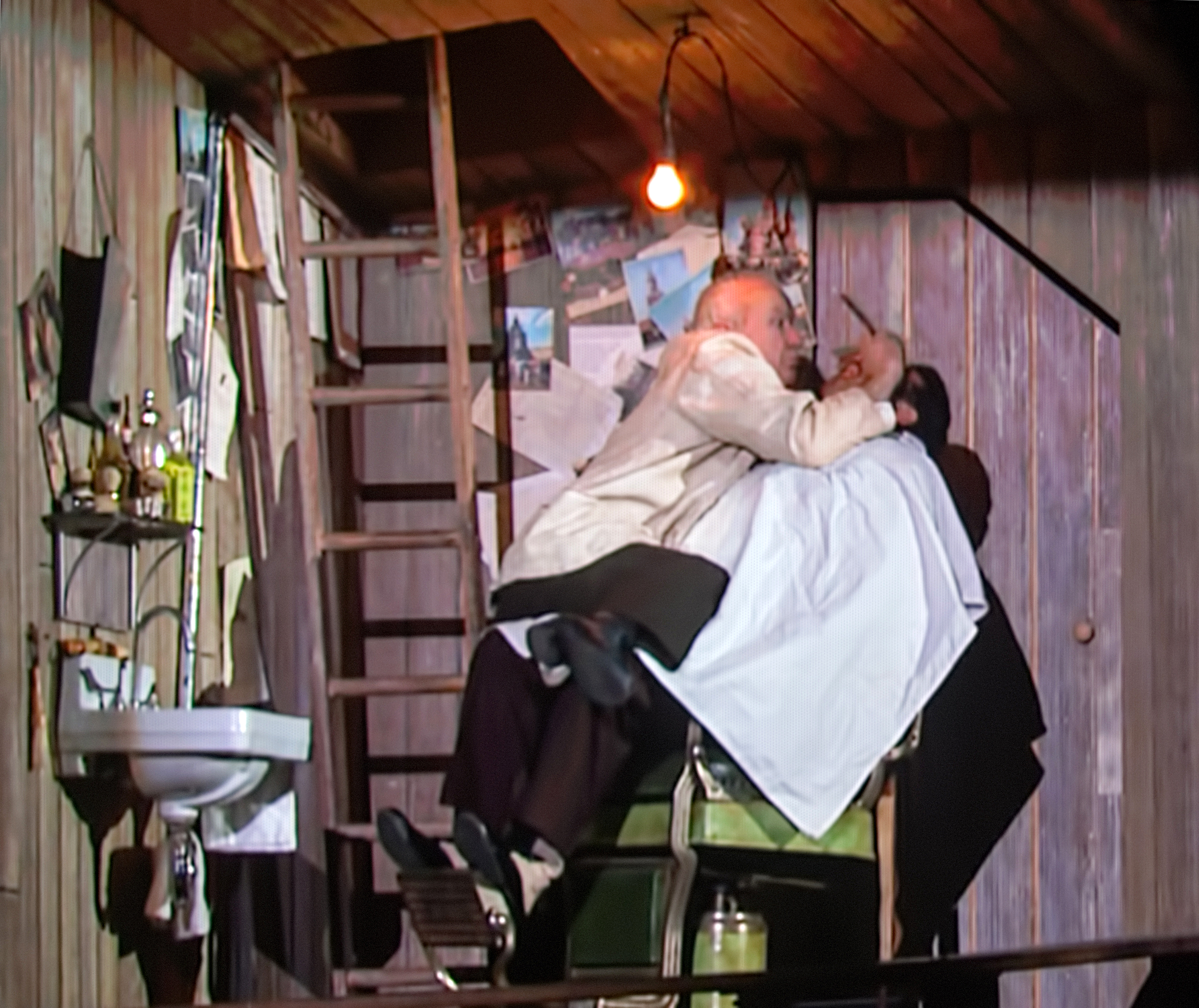
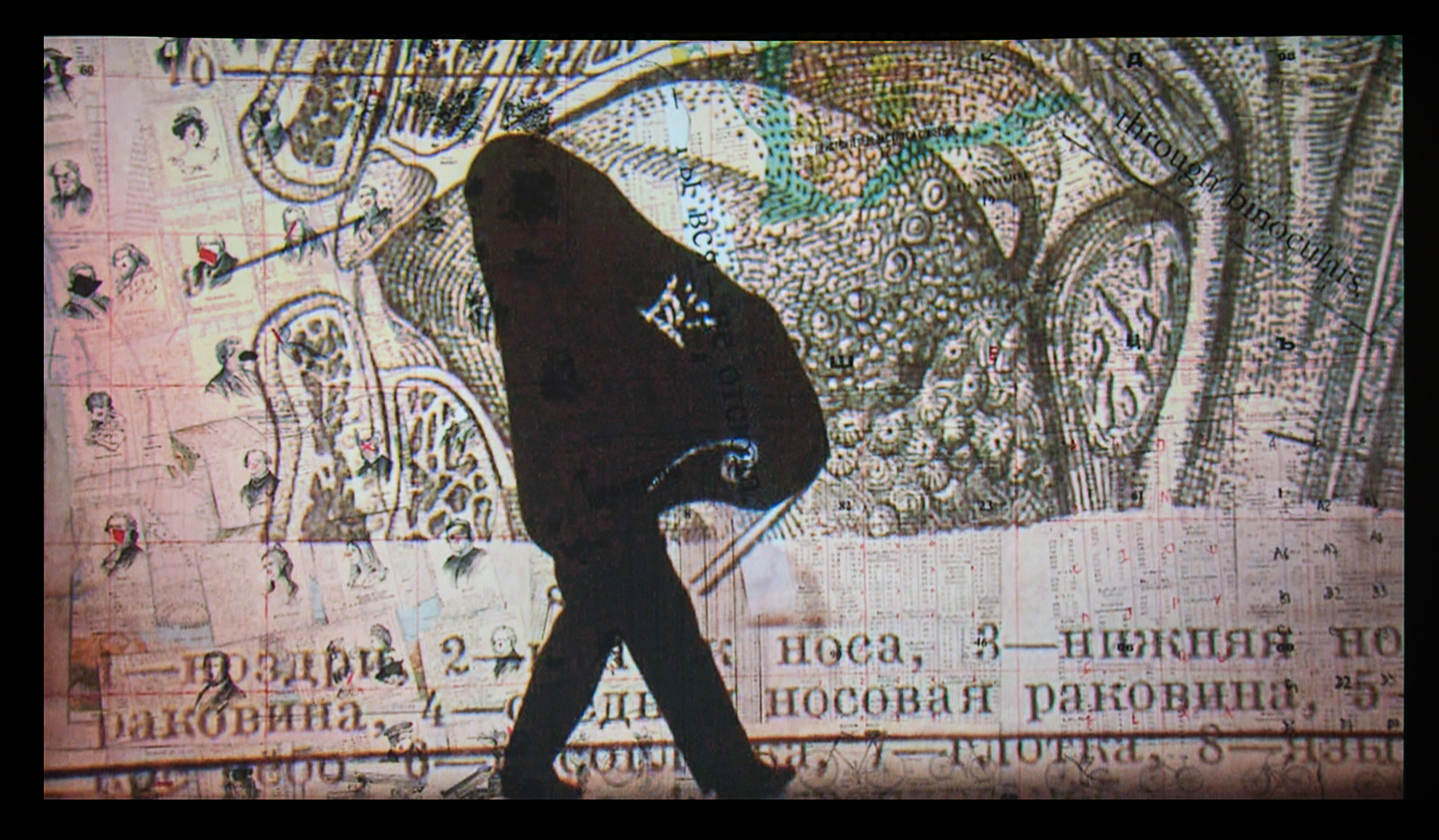
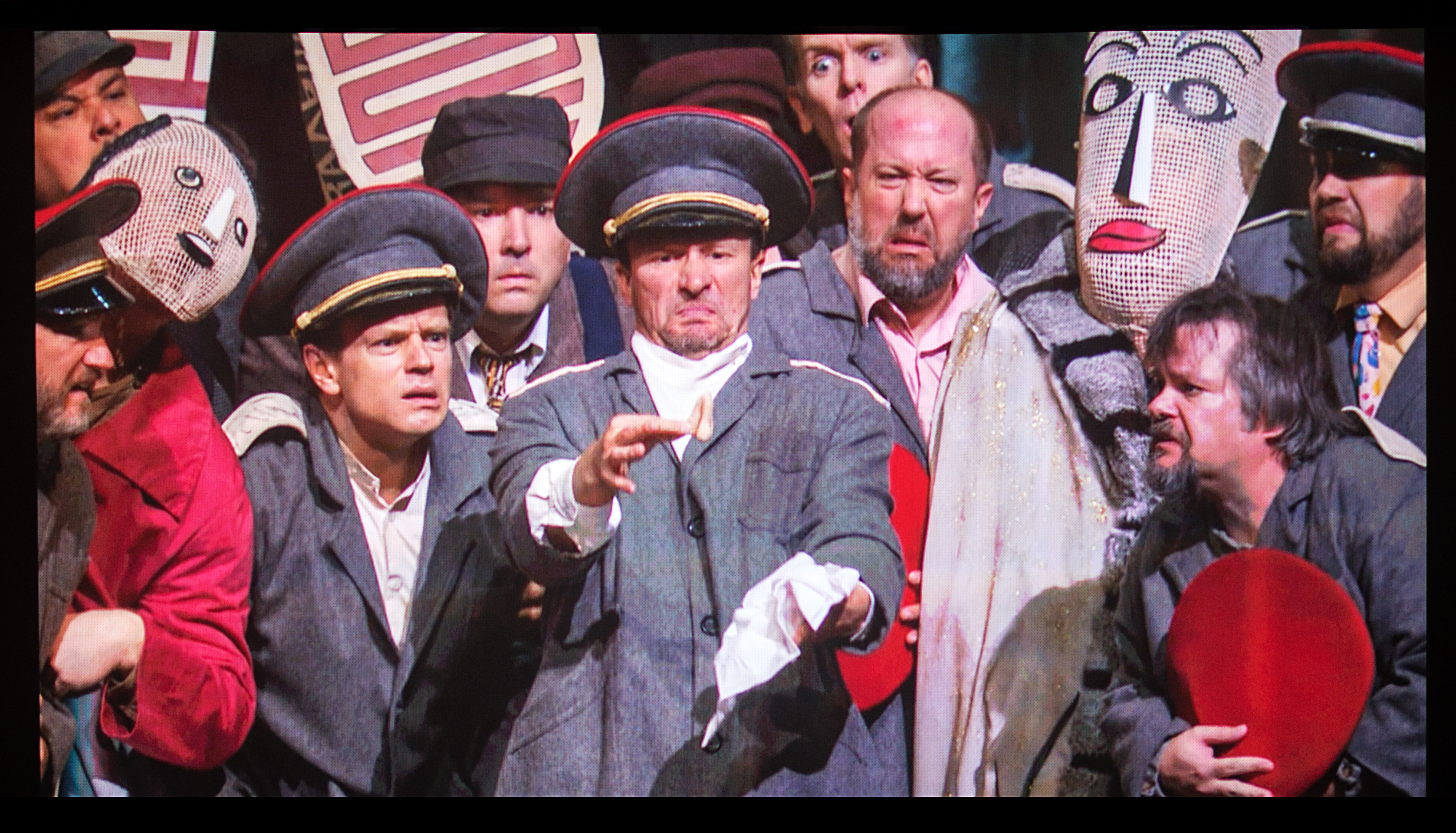
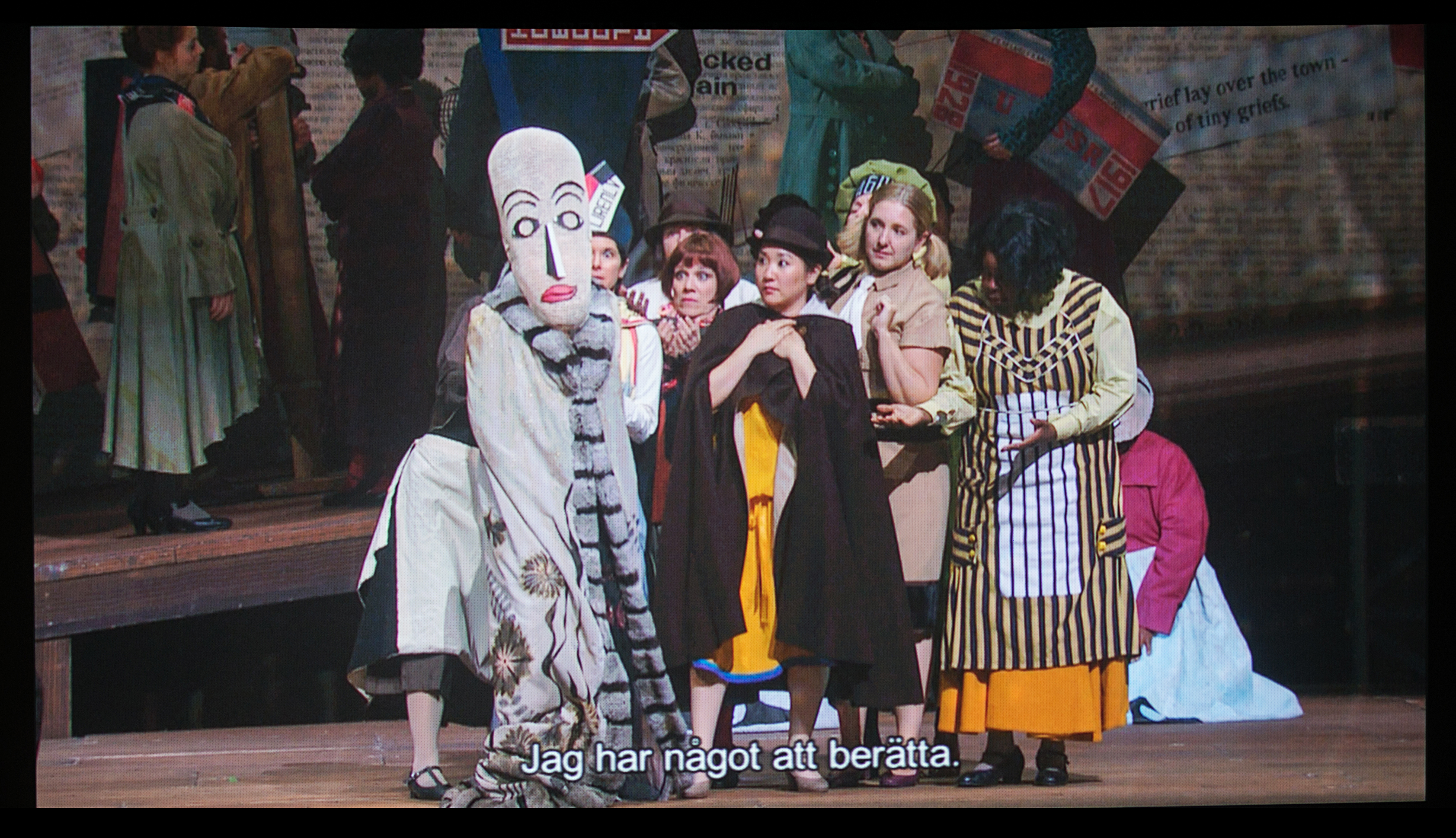
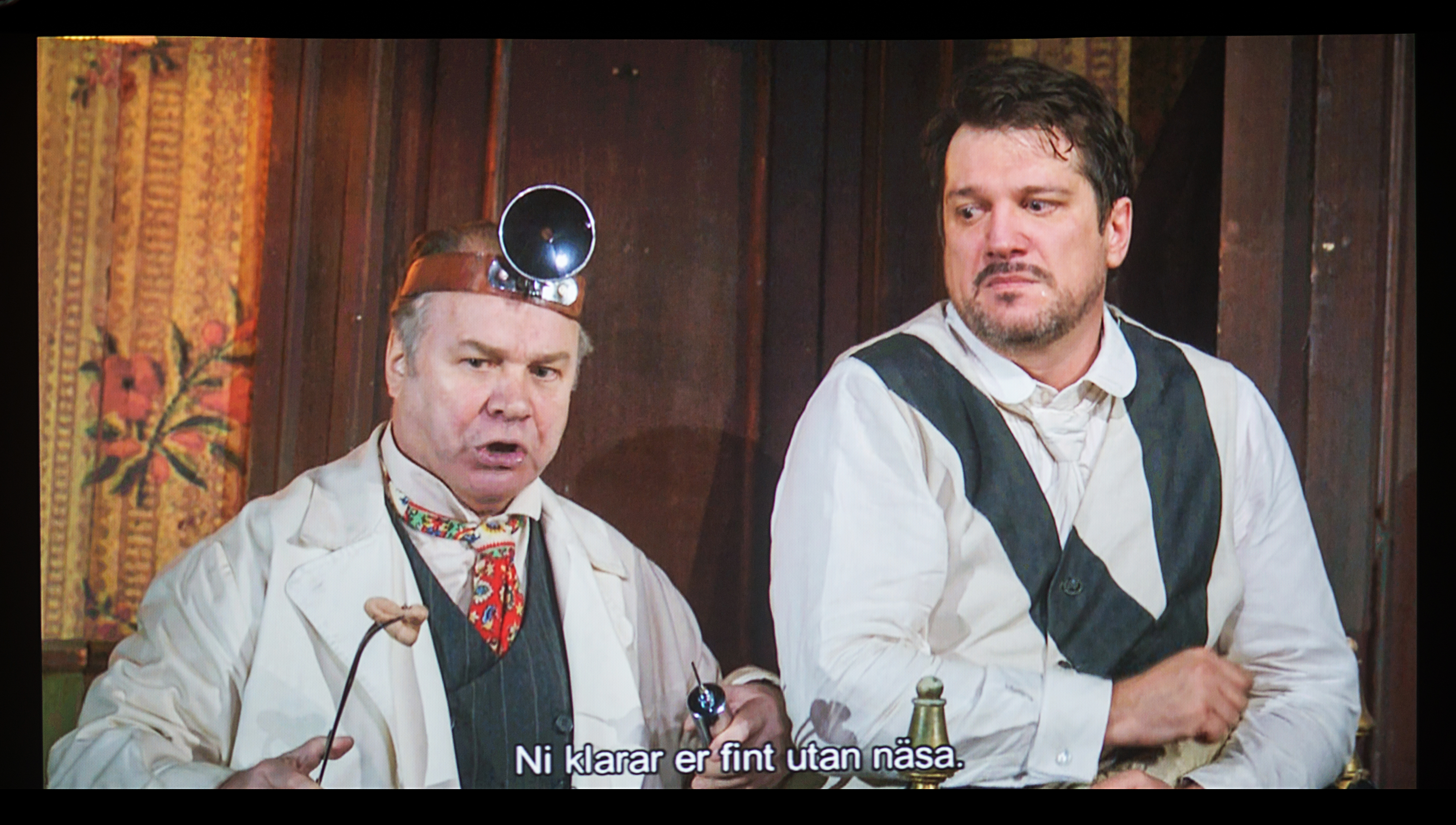
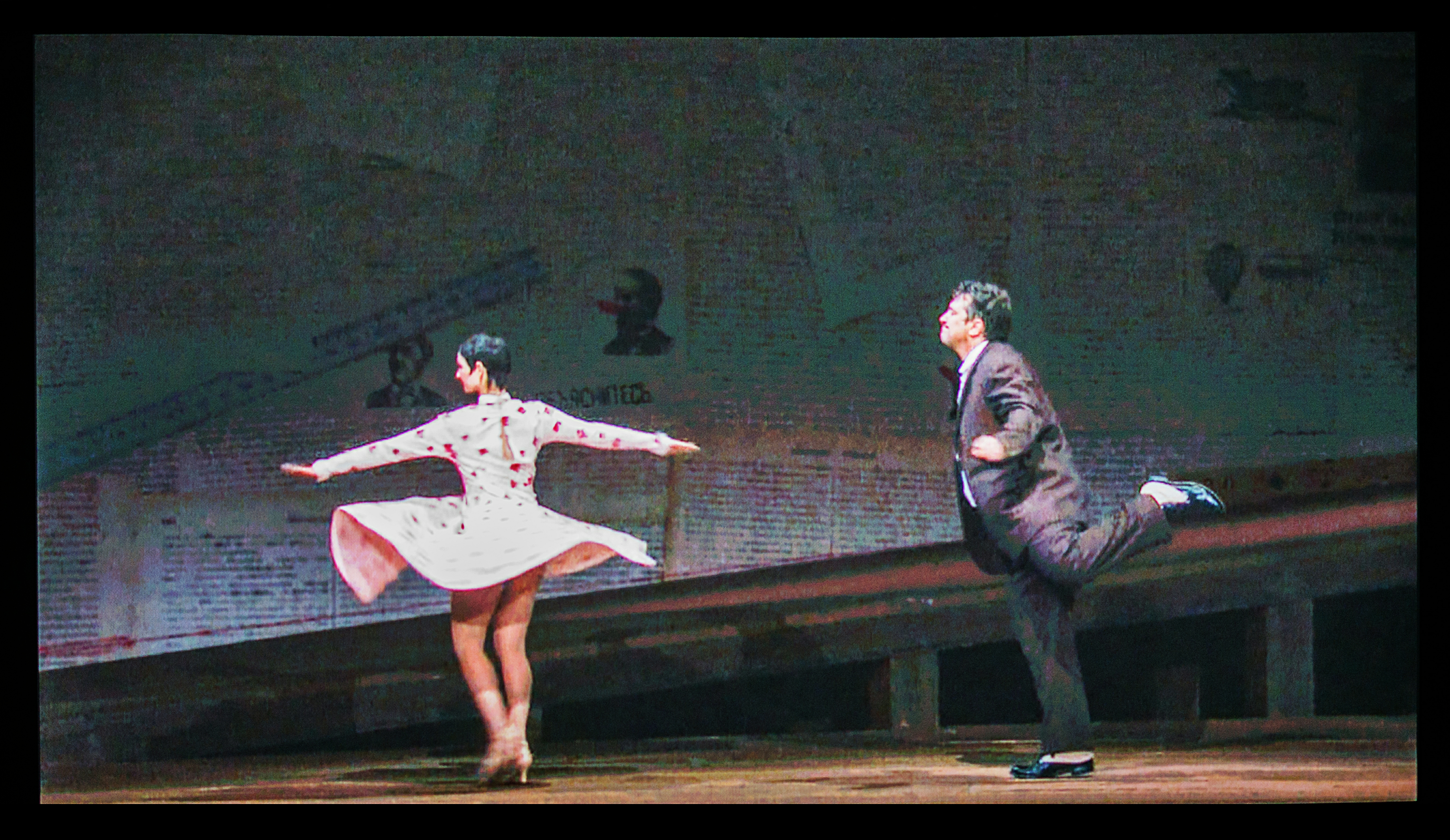

## あらすじ
時と場所:1870年頃のペテルブルク

## 参考資料
- 『作曲家名曲解説ライブラリー ショスタコーヴィチ』（音楽之友社）
- 千葉潤『作曲家　人と作品　ショスタコーヴィチ』（音楽之友社）2005年　ISBN 4-276-22193-5